# 有人国境離島地域の保全及び特定有人国境離島地域に係る地域社会の維持に関する特別措置法
有人国境離島地域の保全及び特定有人国境離島地域に係る地域社会の維持に関する特別措置法（ゆうじんこっきょうりとうちいきのほぜんおよびとくていゆうじんこっきょうりとうちいきにかかるちいきしゃかいのいじにかんするとくべつそちほう、平成28年4月27日法律第33号）は、有人国境離島の保全や地域社会維持に関する日本の法律である。
2016年（平成28年）4月27日に公布された。

## 概要

### 経緯
大韓民国資本の土地買収が続き、過疎化が止まらない対馬について、現状の離島振興法では不十分として「国境対馬振興特別措置法案」が議論されていた。その議論の過程で、対馬だけではなく、有人国境の離島を振興することを主眼とした特別措置法が提唱されるようになった上で法案が国会で提出され、2016年4月20日に法案が成立した。
8都道県の計71島を選定されている（別表）。2017年4月1日から施行で、2027年3月31日まで10年間の時限立法である（附則第2条）。

### 有人国境離島地域
同法の「有人国境離島地域」の定義は次の通り（2条1項）。
1. 自然的経済的社会的観点から一体をなすと認められる二以上の離島で構成される地域（当該離島のうちに領海及び接続水域に関する法律（昭和五十二年法律第三十号）第一条第一項の海域の限界を画する基礎となる基線（同法第二条第一項に規定する基線をいい、同項の直線基線の基点を含む。次号において「領海基線」という。）を有する離島があるものに限る。）内の現に日本国民が居住する離島で構成される地域
2. 前号に定めるもののほか、領海基線を有する離島であって現に日本国民が居住するものの地域

まず国は有人国境離島地域において、国の行政機関の施設を設置するよう努め（5条）、有人国境離島地域内の土地であって、当該有人国境離島地域の保全のため国が適切な管理を行う必要があると認められるものについては、買取りその他の必要な措置を講ずるよう努める（6条）。
国・地方公共団体は領海、排他的経済水域等の保全等に関する活動に利用される有人国境離島地域内の港湾、漁港、道路及び空港の整備のために必要な措置を講ずるよう努める（7条）。
国及び地方公共団体は、有人国境離島地域及びその周辺の海域について、外国船舶による不法入国等の違法行為の防止のための体制の強化その他の必要な措置を講ずるよう努めるものとする（8条）。

### 特定有人国境離島地域
同法の「特定有人国境離島地域」とは、有人国境離島地域のうち、継続的な居住が可能となる環境の整備を図ることがその地域社会を維持する上で特に必要と認められるものとして別表に掲げるものをいう（2条2項）。
「特定有人国境離島地域」に指定した上で、その地域社会の維持を目的として、有人国境離島地域に適用される措置のほか、国が国内一般旅客定期航路事業等（航路）や国内定期航空運送事業（航空）の運賃を一部負担（補助）し、ほか、生活又は事業活動に必要な物資の費用の負担の軽減措置、雇用機会の拡充等の推進、安定的な漁業経営のため必要な財政措置などに努める（10条）。
なお、既存の特別振興法がある小笠原諸島、奄美群島、沖縄県の地域は、制度上、特定有人国境離島地域指定の対象外となる。

## 特定有人国境離島地域を構成する離島
本法の別表による。
| 特定有人国境離島地域名 | 都道県名 | 市町村名                     | 島名                                                                           |
| ---------------------- | -------- | ---------------------------- | ------------------------------------------------------------------------------ |
| 利尻・礼文             | 北海道   | 礼文町                       | 礼文島                                                                         |
| 利尻・礼文             | 北海道   | 利尻町、利尻富士町           | 利尻島                                                                         |
| 奥尻島                 | 北海道   | 奥尻町                       | 奥尻島                                                                         |
| 伊豆諸島南部           | 東京都   | 三宅村                       | 三宅島                                                                         |
| 伊豆諸島南部           | 東京都   | 御蔵島村                     | 御蔵島                                                                         |
| 伊豆諸島南部           | 東京都   | 八丈町                       | 八丈島                                                                         |
| 伊豆諸島南部           | 東京都   | 青ヶ島村                     | 青ヶ島                                                                         |
| 佐渡                   | 新潟県   | 佐渡市                       | 佐渡島                                                                         |
| 舳倉島                 | 石川県   | 輪島市                       | 舳倉島                                                                         |
| 隠岐諸島               | 島根県   | 隠岐の島町                   | 島後                                                                           |
| 隠岐諸島               | 島根県   | 海士町                       | 中ノ島                                                                         |
| 隠岐諸島               | 島根県   | 西ノ島町                     | 西ノ島                                                                         |
| 隠岐諸島               | 島根県   | 知夫村                       | 知夫里島                                                                       |
| 見島                   | 山口県   | 萩市                         | 見島                                                                           |
| 対馬                   | 長崎県   | 対馬市                       | 対馬、海栗島、泊島、赤島、沖ノ島、島山島                                       |
| 壱岐島                 | 長崎県   | 壱岐市                       | 壱岐島、若宮島、原島、長島、大島                                               |
| 五島列島               | 長崎県   | 佐世保市                     | 宇久島、寺島                                                                   |
| 五島列島               | 長崎県   | 小値賀町                     | 六島、野崎島、納島、小値賀島、黒島、大島、斑島                                 |
| 五島列島               | 長崎県   | 新上五島町                   | 中通島、頭ヶ島、桐ノ小島、若松島、日ノ島、有福島、漁生浦島                     |
| 五島列島               | 長崎県   | 五島市                       | 奈留島、前島、久賀島、蕨小島、椛島、福江島、赤島、黄島、黒島、島山島、嵯峨ノ島 |
| 五島列島               | 長崎県   | 西海市                       | 江島、平島                                                                     |
| 甑島列島               | 鹿児島県 | 薩摩川内市                   | 上甑島、中甑島、下甑島                                                         |
| 種子島                 | 鹿児島県 | 西之表市、中種子町、南種子町 | 種子島                                                                         |
| 種子島                 | 鹿児島県 | 西之表市                     | 馬毛島                                                                         |
| 屋久島                 | 鹿児島県 | 屋久島町                     | 屋久島、口永良部島                                                             |
| 三島                   | 鹿児島県 | 三島村                       | 竹島、硫黄島、黒島                                                             |
| トカラ列島             | 鹿児島県 | 十島村                       | 口之島、中之島、諏訪之瀬島、平島、悪石島、小宝島、宝島                         |